# Emma Berman
Emma Berman, född 1 augusti 2008 i San Francisco, är en amerikansk röstskådespelare.
Berman har bland annat medverkat i TV-serierna Star Wars: Unga Jedi på äventyr och Superkattungar. Hon har även medverkat i filmen Luca.

## Filmografi (i urval)
- 2021 – Luca
- 2023 – Superkattungar (TV-serie)
- 2023 – Star Wars: Unga Jedi på äventyr (TV-serie)